# Obrima cymbae
Obrima cymbae är en fjärilsart som beskrevs av Michael G. Pogue. Obrima cymbae ingår i släktet Obrima och familjen nattflyn. Inga underarter finns listade i Catalogue of Life.